# Burg Fischerbach
Die Burg Fischerbach ist eine abgegangene Höhenburg beim Ort Unterrechtgraben auf dem 351 m ü. NN hohen „Buckel“ beim Ortsteil Hinterfischerbach der Gemeinde Fischerbach im Ortenaukreis in Baden-Württemberg.
Die vermutlichen Erbauer der Burg, die Herren von Fischerbach, werden 1240 erwähnt. Weitere Besitzer der Burg waren die Herren von Ramstein und die Herren von Fürstenberg. Bereits im Jahr 1358 wird die Burg als „Burgstall“ bezeichnet. Von der ehemaligen Burganlage ist noch der Halsgraben erhalten.